# Spatlijn

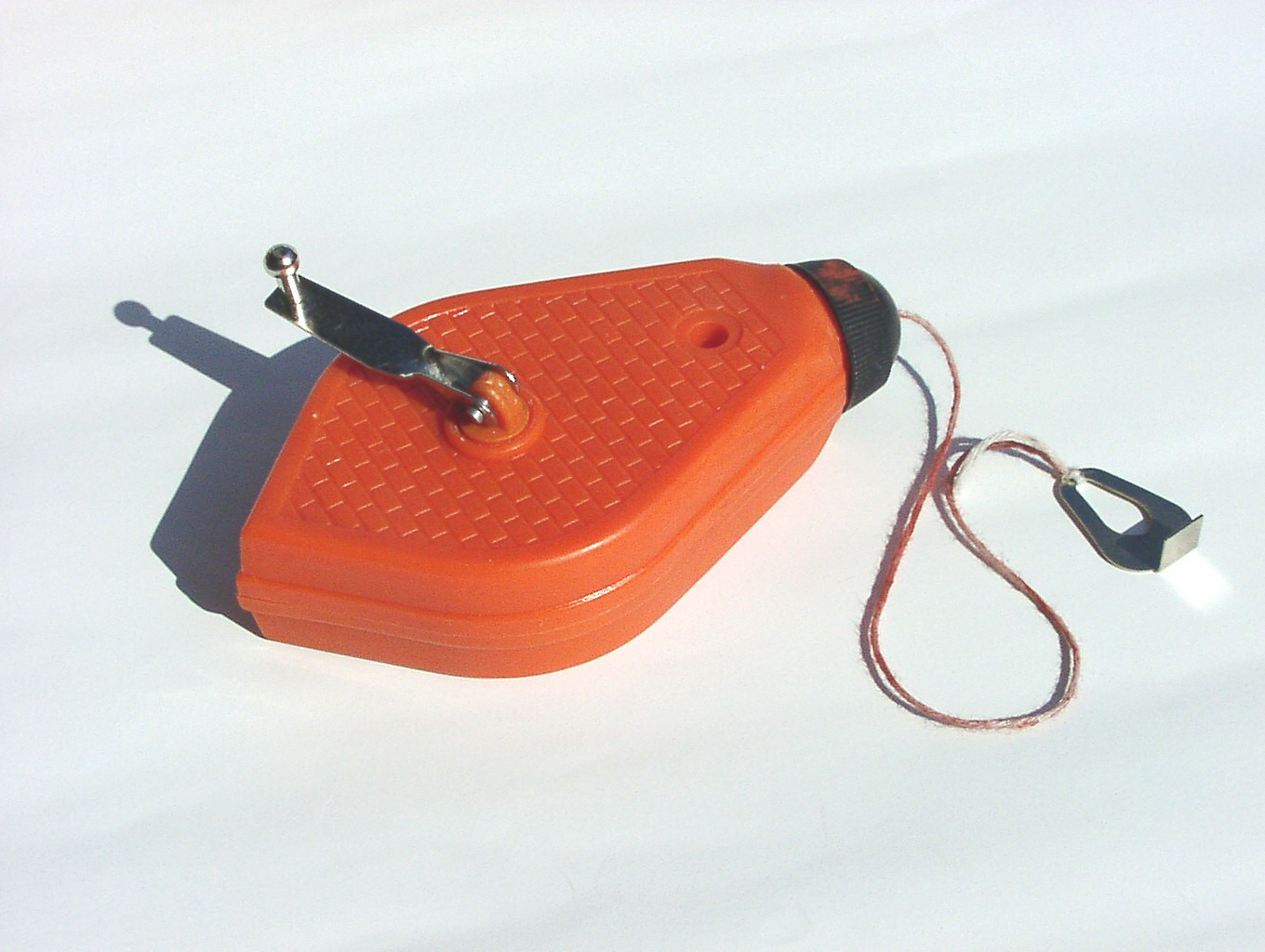
Slaglijnmolen

Een spatlijn of smetlijn is een lange rechte streep afgetekend tussen twee punten door middel van een lijn (draad) met gekleurd gips- of kalkpoeder.
De spatlijn wordt gemaakt met een kalklijner of slaglijnmolen. Buiten gebruik zit de lijn tezamen met het krijtpoeder opgerold in het apparaat. Een bijgebruik voor dit stuk gereedschap is als schietlood.
Bij het maken van een streep wordt de lijn uit het omhulsel getrokken en tussen de twee punten strak gehouden. Hierna wordt de lijn in het midden een stukje van de ondergrond opgetrokken en vervolgens losgelaten, waardoor de lijn op de ondergrond spat en het poeder de streep achterlaat.
Het poeder is meestal rood of blauw gekleurd en is in plastic flesjes verkrijgbaar om aan te vullen.